# خلیلو فادیگا
خلیلو فادیگا (انگلیسی: Khalilou Fadiga؛ زادهٔ ۳۰ دسامبر ۱۹۷۴) یک بازیکن فوتبال اهل بلژیک است.
وی همچنین در تیم ملی فوتبال سنگال بازی کرده‌است.